# زاريتشيي (إفانو-فرانكيفسكا)
زاريتشيي (Заріччя) هي مدينة في مقاطعة إفانو-فرانكيفسكا في أوكرانيا.
يبلغ عدد سكانها حوالي 3905   نسمة.